# Wiehe
Wiehe è una frazione (Ortsteil) della città tedesca di Roßleben-Wiehe.

## Storia
Il 1º gennaio 2019 la città di Wiehe venne fusa con la città di Roßleben e con i comuni di Donndorf e Nausitz, formando la nuova città di Roßleben-Wiehe.